# فرودگاه سمپیت
فرودگاه سمپیت (به انگلیسی: Sampit Airport) (به زبان بومی: Hasan Airport) یک فرودگاه همگانی با کد یاتا SMQ است که یک باند فرود آسفالت دارد و طول باند آن ۱۸۴۷ متر است. این فرودگاه در کشور اندونزی قرار دارد و در ارتفاع ۱۵ متری از سطح دریا واقع شده است.